# Leendets land
Leendets land  (Tyska: Das Land des Lächelns) är en romantisk operett i tre akter med musik av Franz Lehár och libretto av Ludwig Herzer och Fritz Löhner-Beda efter förlagan till Lehárs operett Die gelbe Jacke med text av Victor Léon. Titeln syftar på den kinesiska seden att le, oavsett vad som händer i livet. (Huvudfiguren, prins Sou-Chong sjunger en sång i början av operetten, "Immer nur lächeln", som beskriver detta.) Handlingen tilldrar sig i Wien och Peking året 1912.

## Bakgrund
Den ursprungliga idén till Die gelbe Jacke kom från Lizzy Marischka-Leon, dotter till librettisten Victor Léon. Kort tid före sin tidiga död 1917 skrev hon vid juletid ett libretto i vilket en maharadja är huvudperson. Léon lät den kinesiske prinsen Sukong introducera maharadjan i kinesiska seder. Victor Léon ändrade handlingen så att maharadjan blev en kinesisk prins vid namn Sou-Chong och gav operetten titeln Die gelbe Jacke, som syftar på den ceremoni då ministerpresidenten ikläder sig den gula jackan som en hedersbetygelse. Texten till Sou-Chongs avskedssång Immer nur lächeln skrevs av Léons hustru Ottilie. Die gelbe Jacke skiljer sig från Leendets land i det att prinsen inte är villig att avsäga sig kärleken för att gifta sig med utsedda fruar utan i stället vill gifta sig med Lisa. 
Hubert Marischka var den förste prins Sou-Chong. Die gelbe Jacke blev ingen stor framgång. Librettisterna Ludwig Herzer och Fritz Löhner-Beda anförtroddes att omarbeta operetten för Richard Tauber. Löhner-Beda flyttade passagen
| ” | Duft strömt aus deinem Haar und deine Haut ist wie Parfüm… | „ |

från den första till den andra akten och ändrade texten till
| ” | Dein ist mein ganzes Herz, wo du nicht bist, kann ich nicht sein… | „ |

Även Lehár ändrade stora delar av musiken. I Spanien kallades operetten för El pais de la sonrisa. Léon valde översättningen Das Land des Lächelns till ny titel.

## Historia

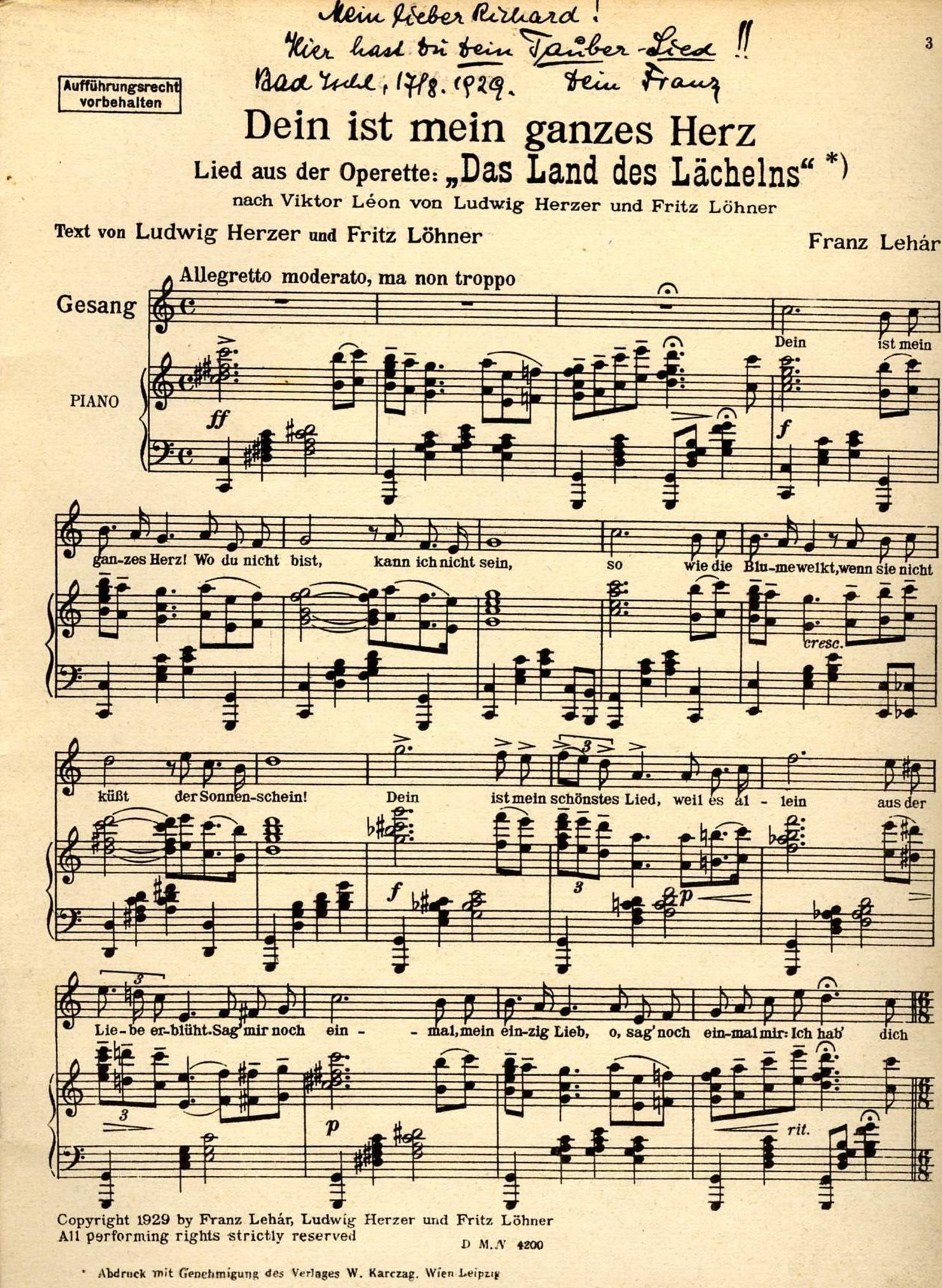
Klaverutdrag till sången Dein ist mein ganzes Herz med Franz Lehárs dedikation till Richard Tauber, daterad 17 augusti 1929.

När textförfattarna Fritz Löhner-Beda och Ludwig Herzer övertalade Lehár att bearbeta fiaskot Die gelbe Jacke från 1923 och ge operetten en ny chans, såg alla tre en möjlighet att ge tenoren Richard Tauber en ny paradroll som prins Sou-Chong. Redan i den första versionen fanns solonummer för prinsen som "Immer nur lächeln" (Alltid blott visa två läppar som le) och "Von Apfelblüten einen Kranz" (Av äppelblom jag binder en krans). Men det verkliga bravurnumret i den nya versionen kom till under arbetets gång, även om temat funnits där hela tiden. Löhner-Beda upptäckte nämligen uppslaget till "Dein ist mein ganzes Herz" (Du är min hela värld) i partituret till Die gelbe Jacke. Temat fanns i en passage som låg två minuter före det sista ridåfallet, och detta tema utvecklades nu Lehár till en hel sång, som blev Richard Taubers glansnummer.
Omarbetningar var Lehárs specialitet. Men det var inte ofta som hans outtröttliga ansträngningar att förbättra operetter gav önskat resultat. Den i särklass mest lyckade bearbetningen var just Leendets land, den nya versionen av Die gelbe Jacke. Operetten hade premiär den 10 oktober 1929 och blev en väldig triumf för Lehár och Tauber. Ännu en gång var det Metropol-Theater i Berlin som svarade för evenemanget. Operetten togs emot som om det varit ett nytt verk av Lehár och ändå fanns huvudparten av musiken till Die gelbe Jacke kvar i den nya versionen. Också handlingen och rollfigurerna var i stort sett överflyttade från det äldre verket. Men Löhner-Beda och Herzer hade gjort lyckade operativa ingrepp i Léons gamla libretto och bland annat tagit bort den föga trovärdiga "happy-end" som avslutat Die gelbe Jacke. Dessutom hade Lehár skrivit en del nya sångnummer.

## Uppförandehistorik
Operetten sattes ursprungligen upp med titeln Die gelbe Jacke (Den gula jackan). Den hade premiär på |Theater an der Wien i Wien den 9 februari 1923 med Hubert Marischka som Sou-Chong. Det blev ingen succé varpå Lehár reviderade den med titeln Das Land des Lächelns, med premiär på Metropol Theater i Berlin den 10 oktober 1929. Tauber spelade även rollen i London (1931 och 1932) Sydafrika (1939) och New York (1946), liksom i Wien 1930 (på Theater an der Wien) och 1938 (på Wiener Staatsoper och i Prag). Tauber sjöng rollen åter i London och på turné runtomkring Storbritannien mellan 1940 och 1942.

### Svenska uppsättningar
Det gick några år innan denna stora Lehár-succé kom upp på en svensk scen. Svårigheten var givetvis att hitta en svensk Richard Tauber: prins Sou-Chong är ju ingen vanlig operettälskare. Men när han var funnen blev framgången desto större. Först i Sverige att ge stycket var Centraloperetten, som turnerade sommaren 1931 med Olof Nilsson i prinsens roll. Hippodromen i Malmö tillkallade en norrman, Carl Struwe. Det var i mars 1932, men i samma månad steg operasångaren Martin Öhman in på Konserthusteatern i Stockholm, så då drevs av Gösta Ekman den äldre. Öhman kom närmast från Kungliga Operan, där han framträtt i den stora tenorrollen i Tjajkovskijs opera Spader dam. Han visade sig vara en idealisk prins Sou-Chong. Kritiken berömde både hans vokala och hans dramatiska prestationer, och publiken applåderade fram bisseringar av framför allt "Du är min hela värld", numret som blev en världsschlager. Sou-Chong blev Martin Öhmans paradroll, som han spelade under många gästspel fram till 1940-talet.

## Personer
- Lisa, dotter till greve Ferdinand Lichtenfels (Sopran)
- Prins Sou-Chong (Tenor)
- Mi, hans syster (Subrett)
- Greve Gustav (Gustl) von Pottenstein (Tenor)
- Tschang, Sou-Chongs farbror (Baryton)
- Greve Ferdinand Lichtenfels, Lisas fader (Talroll)
- Lore, hans brorson (Talroll)
- Obereunuch (Tenorbuffo)
- Ling, överstepräst (Baryton)

## Handling
Den manlige huvudpersonen är den kinesiske prinsen och diplomaten Sou-Chong. Han träffar i Wien grevinnan Lisa von Lichtenfels, som är omgiven av beundrare men genast fascineras av den kinesiske prinsen och slutligen lovar att följa honom som hustru till Kina, dit han kallats för att bli ministerpresident. I Peking, där andra akten av operetten utspelas, återser Lisa en gammal beundrare från Wien, Gustl, en löjtnant som sökt en tjänst som militärattaché i Peking för att få återse Lisa. Men han inser snart hur djupt fäst hon är vid sin kinesiske man och flyttar då över sitt intresse till prinsens glada syster, Mi, en ivrig anhängare av europeiska seder och bruk. Det uppstår emellertid konflikter i äktenskapet mellan Lisa och Sou-Chong. Hon vill gärna fara hem till Wien för att träffa sin familj och sina gamla vänner, men hennes man - rädd för att mista henne - förbjuder henne att resa. Ännu svårare har Lisa att finna sig i den gamla kinesiska sedvänjan, som fordrar att Sou-Chong ska äkta fyra kinesiska kvinnor. Det hela är en ren formalitet, försäkrar han och dessutom har Lisa ingenting annat att göra än att foga sig i hans beslut: i Kina får ingen kvinna handla efter egen vilja.
Lisa får allt svårare att finna sig i sin roll i Sou-Chongs hem. Till slut bestämmer hon sig för att lämna sin man. Hon inviger Gustl i sina planer men det flyktförsök, som hon planerat tillsammans med honom misslyckas. Prinsen inser nu, att han inte kan hålla henne kvar utan ger henne fri och anförtror henne åt Gustl. Kvar i sin ensamhet är bror och syster, Sou-Chong och Mi, och i slutscenen sjunger han en vemodig sång, en variation av entrésången "Alltid blott visa två läppar som le. Sorger gömmer man i sitt hjärta".

## Musiknummer
- Ouvertyr
- Nr. 1: Hoch soll sie leben Introduktion och entrésång (Lisa, Gustl och kör):
- Nr. 1½: Ah, Ah Liedchen (Lisa)
- Nr. 2: Freunderl macht dir nichts draus (Duett: Lisa, Gustl)
- Nr. 3:  Immer nur Lächeln (Sång: Chou-Song)
- Nr. 4: Bei einem Tee a deux (Duett: Lisa, Sou-Chong)
- Nr. 5: Von Apfelblüten einen Kranz (Sång: Sou-Chong)
- Nr. 6: Final I Wir sind allein (Scen: Lisa, Sou-Chong)
- Nr. 7: Förspel till akt II (Orkester)
- Nr. 7½: Introduktion och Sou-Chongs entré
- Nr. 8: Wer hat die Liebe uns in Herz gesenkt (Duett: Lisa, Sou-Chong)
- Nr. 9:  Im Salon zur blau'n Pagode (Danssång: Mi)
- Nr. 10: Meine Liebe, deine Liebe (Duett: Mi, Gustl)
- Nr. 11: Dein ist mein ganzes Herz (Sång: Sou-Chong)
- Nr. 12:  Ich möcht wieder einmal die Heimat sehen (Lied: Lisa)
- Nr. 12½: Kinesiskt bröllopståg (Lisa, Tschang, Sou-Chong)
- Nr. 13: Final II Mit welchem Recht (Lisa, Sou-Chong)
- Nr. 14: Märchen vom Glück (Sång: Lisa och slavinnor)
- Nr. 15: Zig, zig, zig …Wenn die Chrysanthemen blühen (Duett: Mi, Gustl)
- Nr. 15½: Wie rasch verwelkte doch (Reminiscens: Mi)
- Nr. 16: Final III Die selbe Sonne (Lisa, Mi, Sou-Chong, Gustl)

## Skillnader motDie gelbe Jacke
Die gelbe Jacke skiljer sig på flera punkter från sin senare version. Personen Lisa i Leendets land heter i originalet Lea Limburger och Gustl heter Claudius von Wimpach. Modedanser såsom shimmy och foxtrot överflyttades inte från Die gelbe Jacke till Leendets land. De passade inte in i den operamässiga stil som Leendets land gick i. Följande sånger överfördes från originalet: Freunderl mach dir nichts draus, Immer nur Lächeln, Wenn die Chrysanthemen blühen och Von Apfelblüten einen Kranz. Duetten Es hängt der Himmel voller Geigen från Gelben Jacke skrevs textligt om och ändrades från plats Nr. 14 (Gelbe Jacke) till Nr. 4 (Leendets land). Den heter numera Bei einem Tee a deux. Nykomponerade sånger i Leendets land är till exempel duetten Wer hat die Liebe uns ins Herz gesenkt och sången Märchen vom Glück. Finalerna och körerna var avsevärt längre i Die gelbe Jacke. Sången Ich möchte wieder einmal die Heimat sehen hette i Die gelbe Jacke ännu Ich möchte wieder einmal den Prater sehen. Den mest lyckade ändringen i Leendets land var omarbetningen och omplaceringen av sången Duft strömt aus deinem Haar und deine Haut ist wie Parfüm till Dein ist mein ganzes Herz, kanske den mest berömda av alla operettsånger över huvud taget.
Sånger som endast förekommer i Die gelbe Jacke är till exempel Wien Du mein Wien (valssång), Wärst Du jetzt bei mir (sång) och Vatter such mir eine Braut (Marschsång).

## Diskografi (urval)
- 1930: Paul Dessau; Richard Tauber (Sou-Chong), Margit Suchy (Lisa), Hella Kürty (Mi), Willy Stettner (Gustl), Georg John (Tschang); Label: Koch 3-1373-2 (CD)
- 1957: Jésus Etcheverry, Grand Orchestre et Choeurs René Alix, Tony Poncet (Sou-Chong), Renée Doria (Lisa), Henri Gui (Gustav), Lucie Dolène (Mi); Skivmärke: Philips CD 442 241-2 endast höjdpunkter, på franska
- 1961: Franz Marszalek, WDR Symphony Orchestra Köln; Fritz Wunderlich (Sou-Chong), Antonia Fahberg (Lisa), Luise Cramer (Mi), Ernst Stankovski (Gustl), André Peysang (Tschang); Skivmärke: Gala Gl329 (CD)
- April 1970: Yvon Leenart, Orchestre de l'Association des Concerts Lamoureux; Bernard Sinclair (Sou-Chong), Bernadette Antoine (Lisa), Sylvia Paule (Mi), Michel Dens (Gustl), Gilbert Guimay (Tschang); Skivmärke: EMI 74097(CD), på franska (Le pays du sourire)
- 1982: Willi Boskovsky, Münchens Radio Symphony Orchestra; Siegfried Jerusalem (Sou-Chong), Helen Donath (Lisa), Brigitte Linder (Mi), Martin Finke (Gustl), Klaus Hirte (Tschang); Skivmärke: EMI 66376(CD)
- 1996: Richard Bonynge, English Chamber Orchestra, Nancy Gustafson (Lisa), Jerry Hadley (Sou-Chong), Naomi Itami (Mi), Lynton Atkinson (Gustl) Skivmärke: Telarc CD-80419, in English

- Das Land des Lächelns ; Die lustige Witwe. Schwarzkopf, Gedda, Kunz, Loose, Kraus. Philharmonia Choire and Orchestra. Ackermann, dirigent. EMI mono 4 56385-2. 2cd.[4]